# James Abram Garfield
James Abram Garfield, ameriški pedagog, odvetnik, politik in general, * 19. november 1831, Moreland Hills, Ohio, † 19. september 1881, Elberon (Long Branch), New Jersey.
Po poklicu je bil sprva predavatelj, nato pa je postal odvetnik. Med ameriško državljansko vojno je služil v kopenski vojski kot generalmajor. Leta 1859 je postal državni senator Ohia (do 1861), leta 1862 pa kongresnik ZDA iz Ohia (do leta 1878).
Leta 1881 je bil izvoljen za 20. predsednika ZDA. Že štiri mesece po nastopu položaja ga je ustrelil Charles J. Guiteau, nasledil ga je tedanji podpredsednik Chester Alan Arthur. Garfield je bil drugi predsednik, ki je umrl zaradi atentata, in imel je drugi najkrajši mandat v zgodovini ZDA.